# Tjockolja

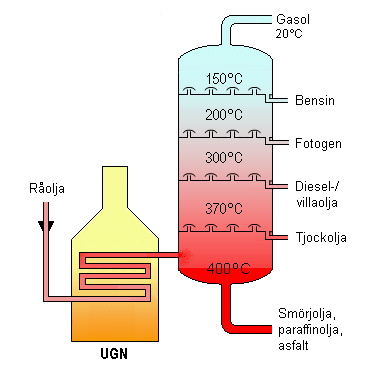
Bild över olika typer av olja som framställs i raffinaderier.

Tjockolja, bunkerolja eller tjock brännolja, på engelska kallat heavy fuel oil (HFO), är samlingsnamn för de restbränslen som blir över när destillatbränslen har utvunnits ur råolja. Tjockolja är mycket trögflytande och måste vara varm för att kunna pumpas. På grund av dess orenhet och höga svavelhalt är det i flera länder förbjudet att förbränna tjockolja. Tjockoljans främsta användningsområde är som drivmedel för fartygsmaskinerier.

## Historia
På 1920-talet började tjockolja användas som bränsle för dieselmotorer. Först i dieseldrivna elverk och 1928 sattes fyra tjockoljedrivna fartyg i drift. I USA och Frankrike sjösattes under 1930-talet också fartyg drivna på tjockolja, men det riktiga genombrottet skulle inte komma förrän under andra världskriget. För att kunna använda så stor del av petroleumen som möjligt under det bränslekrävande kriget skulle man bli tvungen att använda tjockoljan som bränsle. Dieselmotorerna modifierades för att verkligen vara anpassade för tjockolja och oljan i sig renades bättre för att minimera slitage på motorerna.

## Egenskaper
Tjockolja delas in i flera olika kvalitetsklasser. Den internationella standarden är IF-klasser. Andra klassificeringar är Redwood, Saybolt och Engler. IF-skalan sträcker sig från cirka IF-30 till runt IF-500. IF står för intermediate fuel. Oljan graderas efter dess viskositet i centiStoke (cSt) vid 50 °C. En olja med kvaliteten IF-380 har således en viskositet på 380 cSt vid 50 °C. Viskositeten anger hur trögflytande en olja är. Har oljan hög viskositet flyter den trögare eftersom den innehåller längre kolväten som har högre kokpunkt, men också fler orenheter som inte är önskvärda i bränslen. Densiteten hos tjockolja varierar mellan 930 och 996 kg/m³.
Tjockolja är i förhållande till andra brännoljor mycket trögflytande. Därför måste oljan hållas över en viss temperatur för att kunna hanteras. Temperaturen som krävs varierar med oljans IF-klass. Ju högre IF-klass desto högre temperatur erfordras. Pumptemperaturen för en vätska brukar sägas ligga vid ungefär 1 000 cSt. I tjockoljetankar bör temperaturen aldrig understiga 70 °C. Därför är tjockoljetankar utrustade med värmning, oftast slingor i tankens botten vari hetvatten, ånga eller hetolja cirkulerar.
Värt att notera är att tjockolja/bunkerolja är märkt med farosymbolen giftig, till skillnad från dieselolja som endast är märkt som miljöfarlig.

## Rening

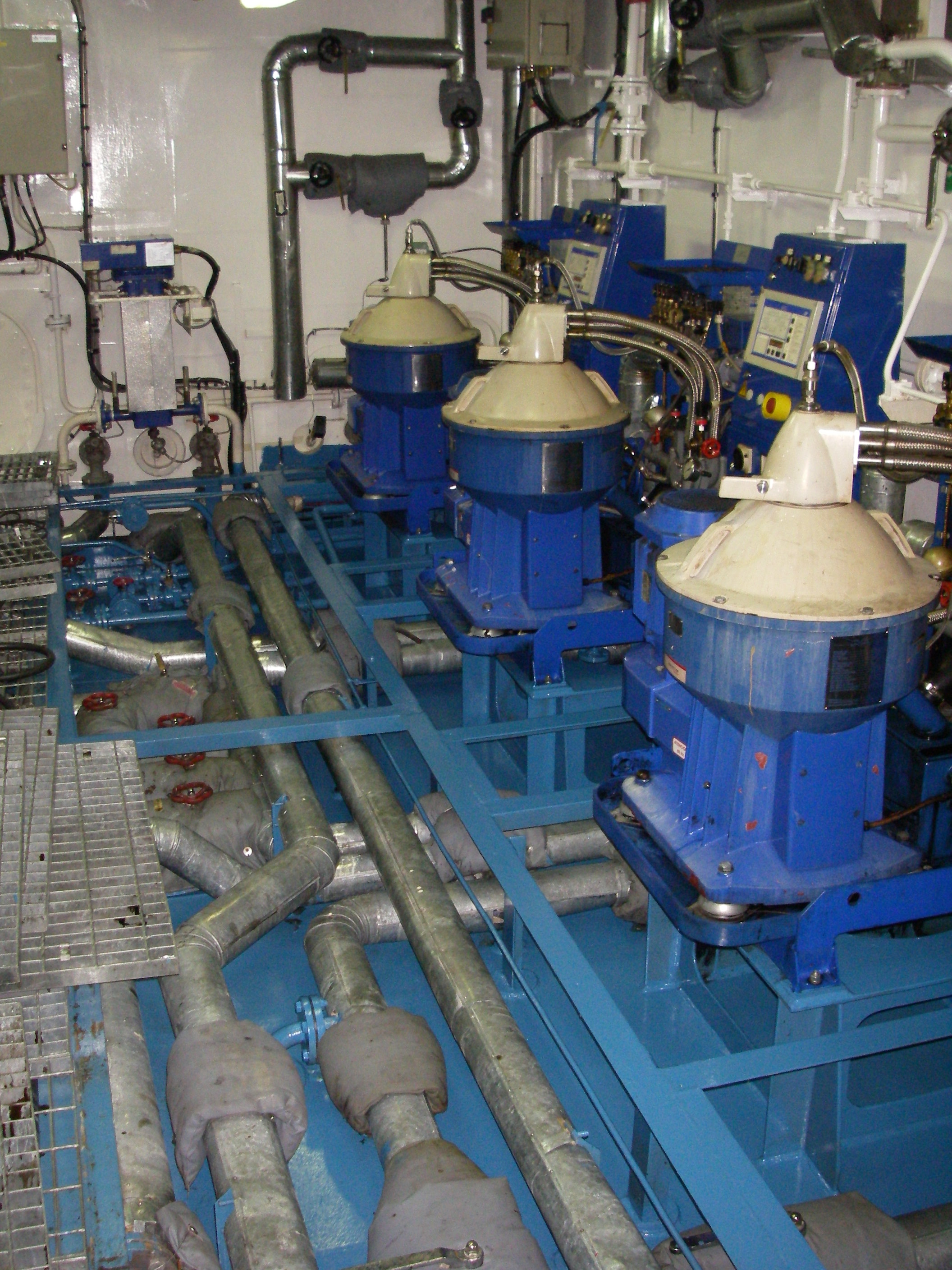
Separatorer för rening av tjockolja i ett tankfartyg.

Till skillnad från destillatbränslen, som går igenom delar av raffinaderiet i gasform, passerar tjockolja raffinaderiet helt i flytande form. Därför finns många föroreningar från råoljan kvar. 
För att dessa föroreningar ej skall orsaka slitage på motorn behöver oljan renas, detta sker med hjälp av centrifugalseparatorer. Separatorns principer är att oljan hälles ned i mitten av en komponent som snurrar inuti ett slutet utrymme. Då vatten är tyngre än olja kommer vattnet tillsammans med föroreningarna att hamna i utrymmets utkant där det släpps ut och hamnar i en separat tank. Den rena oljan som blir kvar leds ut i mitten av separatorn och vidare till servicetanken, även kallad dagtanken, som är den sista tanken innan motorn.